# Брат (гора)
Брат — гора (сопка) высотою 242 метра в Партизанском районе Приморского края России, в устье реки Сучан; вблизи города Находки . ¼ вершины в середине XX века была срезана в строительных целях.

## Название
Сопки Брат и Сестра в разные времена носили разные названия. Современные имена сопок, согласно принятой версии, были даны первыми переселенцами в начале XX века.
Владимир Арсеньев запечатлел древние названия двух сопок до прихода в эти земли русских переселенцев (т.4, Примиздат, 1947 г.):
В том месте, где Сучан впадает в море, около самого устья реки есть две одинаковые скалы, стоящих рядом: та, что ближе к морю, называлась тогда Да-най-шань (Большая гора наподобие женских грудей), а та, что стоит на берегу реки — Эр-най-шань (Вторая грудь-гора).
Горный инженер И. С. Боголюбский в своей книге, изданной в 1876 году, сохранил старейшее русское название сопок:
Восточный берег залива Америки состоит из песчаника, переходящего в кварцит, который прилегает к известняку, образующему при устье Сучана две горы, названные Двумя братьями.
С 1880-х годов Брат получил официальное название Северный пик Клыкова (Сестра — Южный пик Клыкова), в честь русского гидрографа М. А. Клыкова, который производил гидрографические работы в заливе Америка во второй половине XIX века. Эти названия встречаются также на русских картах XIX века.

## Геология
Представляет собой древний риф, возраст которого около 250 млн лет. Как и соседняя сопка Сестра, сложена из белого мраморизованного известняка. В древности затапливалась морем, была окружена тропическими лесами. Склоны покрыты растительностью, встречаются скалы и каменистые осыпи.
В 1930-е годы на сопке были начаты работы по добыче природного камня для строительства причалов порта, приостановленные в 1940-е годы во время войны. На 1950-е годы пришёлся период интенсивного освоения. На вершину сопки, где производились взрывные работы, была проложена дорога для бульдозеров и самосвалов Белаз. В 1970-е годы добыча щебня была прекращена. За 40 лет промышленного освоения вершина сопки была срезана на 79 метров.
Находкинский поэт Геннадий Богданкевич посвятил судьбе сопок стихи:
Там, где Сучан впадает в море
и набегает волн громада.
Навек, окаменев от горя,
Стоит «Сестра», у обезглавленного «Брата».
В Находке и Партизанском районе широко распространено мнение, согласно которому отсутствие вершины сопки изменило климат муниципального района, привело к увеличению количества туманов.
Первым исследователем Брата считается краевед Фёдор Буссе. Посещал это место и Владимир Арсеньев. В 2000 году сопку обследовала экспедиция археологов ДВО РАН, обнаружившая следы древней дороги на одном из склонов сопки.
Архимандрит Палладий, посетивший Находку в 1871 году, сохранил легенду местных жителей, согласно которой во времена чжурчжэней у Брата находился храм Лунной богини, в котором размещалось два золотых идола. Жрецы храма занимались лечением больных в расположенных поблизости горячих источниках, за что получали вознаграждение золотом. Во время одной из войн жрецы спрятали сокровища и золотых идолов в тайники горы — искусственных колодцах, выложенных из камня.
Пирамидальная форма сопок Брат и Сестра посреди долины дала повод некоторым краеведам Находки считать горы древними архитектурными сооружениями, наподобие египетских пирамид.
Рядом расположены холм Племянник и сопка Сестра.

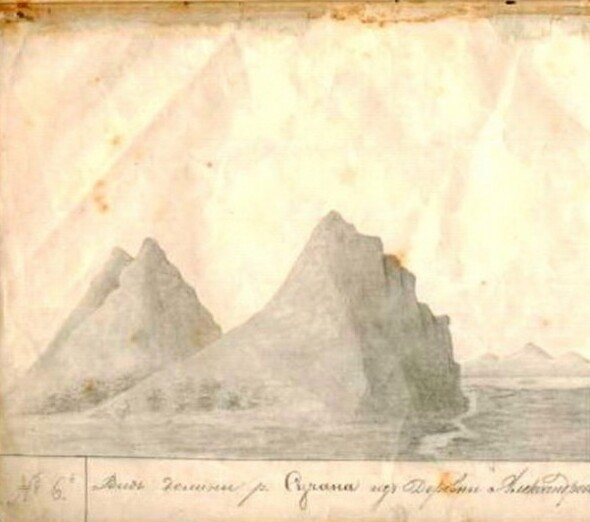
Вид долины реки Сучан (1867)
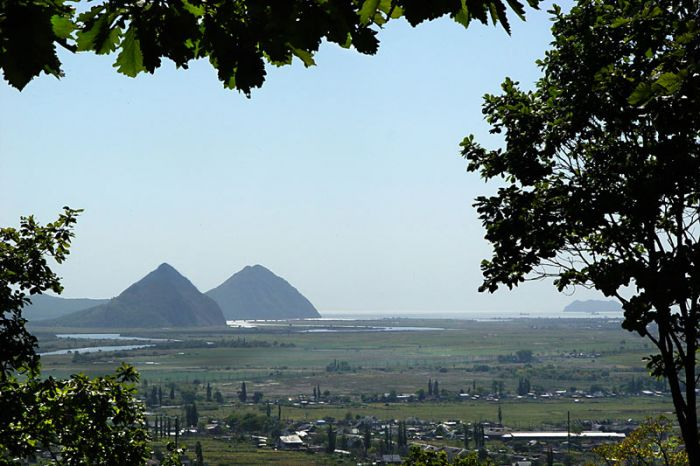
Сопки Брат и Сестра: компьютерная реконструкция
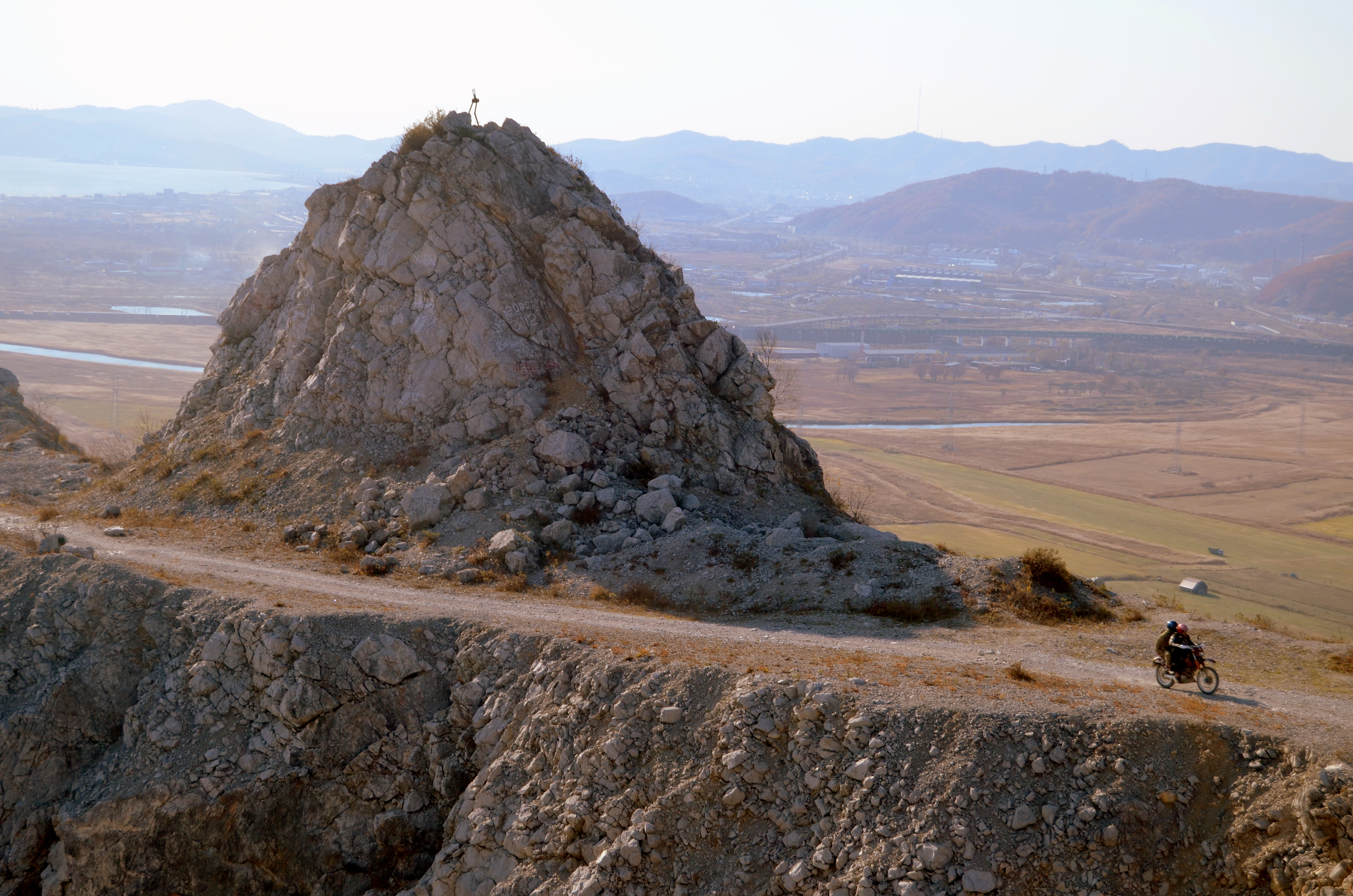
На вершине сопки